# Frank Lamson Scribner
Frank Lamson Scribner, född Franklin Pierce Lamson, den 19 april 1851 i Cambridgeport, Massachusetts, död den 27 februari 1938 i Washington, D.C., var en amerikansk botaniker. Han växte upp i Manchester, Maine, dit han adopterades vid tre års ålder då hans föräldrar avlidit.
Auktorsnamnet Scribn. kan användas för Frank Lamson Scribner i samband med ett vetenskapligt namn inom botaniken; se Wikipediaartiklar som länkar till auktorsnamnet.